# Hieracium folioliferum
Hieracium folioliferum là một loài thực vật có hoa trong họ Cúc. Loài này được (Elfstr.) Norrl. mô tả khoa học đầu tiên năm 1912.